# German Flatts
German Flatts – miasto w Stanach Zjednoczonych, w stanie Nowy Jork, w hrabstwie Herkimer.